# Psychoda alticola
Psychoda alticola és una espècie d'insecte dípter pertanyent a la família dels psicòdids que es troba a Europa: França, Alemanya (Baviera), Txèquia i Àustria.